# Troglodyte tacheté
Campylorhynchus gularis
Espèce
Statut de conservation UICN

 LC  : Préoccupation mineure
Le Troglodyte tacheté (Campylorhynchus gularis) est une espèce d'oiseaux de la famille des Troglodytidae.
Son aire s'étend à travers la sierra Madre occidentale et orientale.